# Río Lauricocha
Der Río Lauricocha ist ein etwa 85 km langer Fluss in den Peruanischen Anden und der rechte Quellfluss des Rio Marañón.
Er wurde bis zur Entdeckung der Quelle des Apurímac im Jahr 1975 als Amazonas-Oberlauf anerkannt.
Der Río Lauricocha entspringt in der Cordillera Raura am 5500 m hohen Torre de Cristal („Kristallturm“) und durchfließt die Seen Caballococha, Tinquicocha, Chuspi, Patarcocha und Lauricocha. Er fließt vorwiegend in nördliche Richtung, passiert die Stadt Jesús und vereinigt sich nördlich von Jivia mit dem Río Nupe zum Río Marañón, dem wasserreicheren Quellfluss des Amazonas.